# January Ziambo
January Ziambo est un footballeur zambien, né le 9 septembre 1980. Il évolue actuellement au KS Kastrioti Krujë. Son poste de prédilection est attaquant.

## Clubs successifs
| Saison           | Club                | Pays    |
| ---------------- | ------------------- | ------- |
| 2000-2002        | Kabwe Warriors      | Zambie  |
| 2002-2003        | Bylis Ballshi       | Albanie |
| 2003-2004        | KS Dinamo Tirana    | Albanie |
| 2004-jan. 2005   | KS Vllaznia Shkodër | Albanie |
| jan. 2005-2005   | Olympiakos Nicosie  | Chypre  |
| 2005-2006        | KS Teuta Durrës     | Albanie |
| 2006-2009        | KS Kastrioti Krujë  | Albanie |
| depuis jan. 2011 | KF Gramshi          | Albanie |